# 플라이강물쥐
플라이강물쥐(Leptomys signatus)는 쥐과에 속하는 설치류의 일종이다. 파푸아뉴기니에서만 발견된다. 자연 서식지는 아열대 또는 열대 기후 지역의 건조림이다. 서식지 감소로 위협을 받고 있다.

## 특징
보통 크기의 설치류로 꼬리 길이 143~155mm를 제외한 몸길이가 140~155mm이다. 발 길이는 36~45mm, 귀 길이는 19~21.5mm이고 몸무게는 최대 80g이다. 털은 짧고 부드러우며 무성하고 매끄럽다. 등 쪽은 누르스름한 회색을 띠는 반면에 배 쪽은 희다.

## 생태
주로 땅 위에서 생활하는 육상성 동물이다.

## 분포 및 서식지
뉴기니섬 남부와 중부의 플라이강 하류 지역에 널리 분포한다. 해발 최대 1,400m 이하의 구릉지대 숲에서 서식한다.